# Gare de Saint-Gilles-lez-Termonde
Ne doit pas être confondu avec Gare de Saint-Gilles ou Gare de Saint-Gilles-Croix-de-Vie.
La gare de Saint-Gilles (station Sint-Gillis en néerlandais) est une gare ferroviaire belge de la ligne 60 de Jette à Termonde située dans la à Saint-Gilles-lez-Termonde, section de la ville de Termonde en région flamande dans la Province de Flandre-Orientale.
C’est une halte voyageurs de la Société nationale des chemins de fer belges (SNCB) desservie par des trains Suburbains (S) des lignes S3 et S10 du (futur) RER Bruxellois.

## Situation ferroviaire
Située au point kilométrique (pk) 26,40 de la ligne 60, elle est établie entre la gare de Lebbeke et la gare de Termonde.

## Histoire
Le point d'arrêt de Saint-Gilles est mis en service à titre d'essai le 15 février 1897 par l’Administration des chemins de fer de l’État belge.

## Service des voyageurs

### Accueil
C'est un point d'arrêt non géré (PANG), à accès libre. Il existe un parc à vélos.

### Desserte
Saint-Gilles est desservie par des trains Suburbains (S), de la SNCB (voir brochure SNCB,).
En semaine, la desserte comporte des trains S3 entre Termonde et Zottegem via Bruxelles et des trains S10 entre Bruxelles-Midi et Termonde via la gare de l'ouest, au rythme d'un par heure chacun.
Le dernier train de la journée est un InterCity (IC) reliant Courtrai à Termonde en desservant tous les arrêts intermédiaires entre Jette et Termonde (les autres IC de la ligne sont directs).
Les week-ends et jours fériés, la desserte se limite à des trains S10 entre Bruxelles-Midi et Termonde qui circulent toutes les heures.

## Comptage voyageurs
Ce graphique et tableau montre le nombre de voyageurs embarquant en moyenne durant la semaine, le samedi et le dimanche.
| Nombre de passagers qui embarquent à la gare de Saint-Gilles-Lez-Termonde | Nombre de passagers qui embarquent à la gare de Saint-Gilles-Lez-Termonde | Nombre de passagers qui embarquent à la gare de Saint-Gilles-Lez-Termonde | Nombre de passagers qui embarquent à la gare de Saint-Gilles-Lez-Termonde |
|                                                                           | Semaine                                                                   | Samedi                                                                    | Dimanche                                                                  |
| ------------------------------------------------------------------------- | ------------------------------------------------------------------------- | ------------------------------------------------------------------------- | ------------------------------------------------------------------------- |
| 1977                                                                      | 328                                                                       | 80                                                                        | 63                                                                        |
| 1978                                                                      | 280                                                                       | 49                                                                        | 53                                                                        |
| 1979                                                                      | 308                                                                       | 41                                                                        | 41                                                                        |
| 1980                                                                      | 285                                                                       | 36                                                                        | 42                                                                        |
| 1981                                                                      | 322                                                                       | 43                                                                        | 43                                                                        |
| 1982                                                                      | 405                                                                       | 50                                                                        | 33                                                                        |
| 1983                                                                      | 461                                                                       | 40                                                                        | 28                                                                        |
| 1984                                                                      | 313                                                                       | 46                                                                        | 37                                                                        |
| 1985                                                                      | 228                                                                       | 31                                                                        | 28                                                                        |
| 1986                                                                      | 219                                                                       | 29                                                                        | 25                                                                        |
| 1987                                                                      | 204                                                                       | 24                                                                        | 19                                                                        |
| 1988                                                                      | 214                                                                       | 36                                                                        | 38                                                                        |
| 1989                                                                      | 220                                                                       | -                                                                         | -                                                                         |
| 1990                                                                      | 182                                                                       | 20                                                                        | 17                                                                        |
| 1991                                                                      | 185                                                                       | 23                                                                        | 15                                                                        |
| 1992                                                                      | 173                                                                       | 26                                                                        | 23                                                                        |
| 1993                                                                      | 169                                                                       | 29                                                                        | 12                                                                        |
| 1994                                                                      | 146                                                                       | 20                                                                        | 8                                                                         |
| 1995                                                                      | 148                                                                       | 11                                                                        | 5                                                                         |
| 1996                                                                      | 160                                                                       | 13                                                                        | 7                                                                         |
| 1997                                                                      | 176                                                                       | 14                                                                        | 9                                                                         |
| 1998                                                                      | 136                                                                       | 10                                                                        | 7                                                                         |
| 1999                                                                      | 140                                                                       | 11                                                                        | 12                                                                        |
| 2000                                                                      | 129                                                                       | 11                                                                        | 10                                                                        |
| 2001                                                                      | 142                                                                       | 14                                                                        | 10                                                                        |
| 2002                                                                      | 117                                                                       | 11                                                                        | 7                                                                         |
| 2003                                                                      | 130                                                                       | 5                                                                         | 8                                                                         |
| 2004                                                                      | 138                                                                       | 10                                                                        | 4                                                                         |
| 2005                                                                      | 137                                                                       | 6                                                                         | 6                                                                         |
| 2006                                                                      | 127                                                                       | 16                                                                        | 10                                                                        |
| 2007                                                                      | 175                                                                       | 22                                                                        | 12                                                                        |
| 2008                                                                      | -                                                                         | -                                                                         | -                                                                         |
| 2009                                                                      | 121                                                                       | 7                                                                         | 13                                                                        |
| 2010                                                                      | -                                                                         | -                                                                         | -                                                                         |
| 2011                                                                      | -                                                                         | -                                                                         | -                                                                         |
| 2012                                                                      | 115                                                                       | 15                                                                        | 11                                                                        |
| 2013                                                                      | 135                                                                       | -                                                                         | -                                                                         |
| 2014                                                                      | 108                                                                       | 8                                                                         | 9                                                                         |
| 2015                                                                      | 155                                                                       | 25                                                                        | 20                                                                        |
| 2016                                                                      | 147                                                                       | 28                                                                        | 22                                                                        |
| 2017                                                                      | 131                                                                       | 58                                                                        | 20                                                                        |
| 2018                                                                      | 125                                                                       | 22                                                                        | 15                                                                        |
| 2019                                                                      | 168                                                                       | 20                                                                        | 16                                                                        |
| 2020                                                                      | 85                                                                        | 25                                                                        | 20                                                                        |
| 2021                                                                      | -                                                                         | -                                                                         | -                                                                         |
| 2022                                                                      | 223                                                                       | 63                                                                        | 47                                                                        |
| 2023                                                                      | 218                                                                       | 55                                                                        | 44                                                                        |
| 2024                                                                      | 261                                                                       | 74                                                                        | 40                                                                        |